# Diplomație (Caragiale)
Diplomație este o operă literară scrisă de Ion Luca Caragiale.